# Funzione poligamma
In matematica, per funzione poligamma di ordine m si intende la funzione speciale definita come derivata logaritmica m+1-esima della funzione Gamma: 
{\displaystyle \psi _{m}(z):=\left({\frac {d}{dz}}\right)^{m+1}\ln {\Gamma (z)}=\left({\frac {d}{dz}}\right)^{m}{\frac {\Gamma '(z)}{\Gamma (z)}}=\left({\frac {d}{dz}}\right)^{m}\psi _{0}(z)} .
Qui 
{\displaystyle \psi _{0}(z)={\frac {\Gamma '(z)}{\Gamma (z)}}}
denota la funzione digamma e {\displaystyle \Gamma (z)} denota la funzione gamma.

## Generalità
La funzione poligamma si denota anche {\displaystyle \,\psi ^{(m)}}. 
La funzione {\displaystyle \,\psi _{1}} viene detta anche funzione trigamma e la 
{\displaystyle \,\psi _{2}} funzione tetragamma.
Nel semipiano complesso Re z >0 la funzione poligamma si può trattare mediante la seguente rappresentazione integrale. 
{\displaystyle \psi _{n}(z)=(-1)^{n+1}\int _{0}^{\infty }{\frac {t^{n}e^{-tz}}{1-e^{-t}}}dt\ } .
Vale la relazione di ricorrenza 
{\displaystyle \psi _{n}(z+1)=\psi _{n}(z)+(-)^{n}\;n!\;z^{-(n+1)}}
Una poligamma ha la seguente rappresentazione mediante serie
{\displaystyle \psi _{n}(z)=(-1)^{n+1}\;n!\;\sum _{k=0}^{\infty }{\frac {1}{(z+k)^{n+1}}}}
che vale per n>0 e per ogni argomento complesso che non sia un intero negativo.
Questa identità può essere scritta più concisamente servendosi della  funzione zeta di Hurwitz
{\displaystyle \psi _{n}(z)=(-1)^{n+1}\;n!\;\zeta (n+1,z)} .
Si osserva quindi che la zeta di Hurwitz costituisce una famiglia di funzioni che amplia la famiglia costituita dalla poligamma: questa è caratterizzata da un parametro che varia nell'insieme degli interi positivi e la prima famiglia la amplia consentendo al parametro di variare nel campo complesso.
Lo sviluppo di Taylor con centro in z0=1 è 
{\displaystyle \psi _{n}(z+1)=\sum _{k=0}^{\infty }(-1)^{n+k+1}(n+k)!\;\zeta (n+k+1)\;{\frac {z^{k}}{k!}}}
che converge per |z|<1. Qui {\displaystyle \,\zeta (s)} denota la funzione zeta di Riemann.
Valgono inoltre la formula di riflessione
{\displaystyle \psi _{n}(1-z)+(-1)^{n+1}\psi _{n}(z)=(-1)^{n}\,\pi \,{d^{n} \over dz^{n}}\cot(\pi z)}
e la formula di moltiplicazione 
{\displaystyle \psi _{n}(mz)=\delta _{n,0}\ln m+{1 \over m^{n+1}}\sum _{k=0}^{m-1}\psi _{n}\left(z+{k \over m}\right)}

## Alcuni valori particolari
Si dimostra che 
{\displaystyle {\frac {d}{dz}}\ln {\Gamma {(z)}}={\frac {\Gamma '{(z)}}{\Gamma {(z)}}}=\psi _{0}(z)=-\gamma -{\frac {1}{z}}-\sum _{k=1}^{\infty }\left({\frac {1}{z+k}}-{\frac {1}{k}}\right)}
dove {\displaystyle \gamma } è la costante di Eulero-Mascheroni. Questa serie, per {\displaystyle z=m} intero positivo, si riduce ad una somma finita
{\displaystyle {\frac {\Gamma '{(m)}}{\Gamma {(m)}}}=\psi _{0}(m)=-\gamma +1+{\frac {1}{2}}+\dots +{\frac {1}{m-1}}}
Derivando membro a membro rispetto a {\displaystyle z} si ha, ancora,
{\displaystyle {\frac {d}{dz}}{\frac {\Gamma '{(z)}}{\Gamma {(z)}}}=\psi _{1}(z)=\sum _{k=0}^{\infty }{\frac {1}{(z+k)^{2}}}}
che per {\displaystyle z=0} diverge, mentre per {\displaystyle z=1} diviene la serie armonica generalizzata di ordine 2
{\displaystyle \left[{\frac {d}{dz}}{\frac {\Gamma '{(z)}}{\Gamma {(z)}}}\right]_{z=1}=\psi _{1}(1)=\sum _{k=0}^{\infty }{\frac {1}{(1+k)^{2}}}=\sum _{k=1}^{\infty }{\frac {1}{k^{2}}}=\zeta (2)={\frac {\pi ^{2}}{6}}}